# Dřevo (golf)
Dřevo je typ golfové hole používaný na odpaly míčku na nejdelší možné vzdálenosti. Tyto hole jsou nejlehčí, nejdelší, mají zvětšenou hlavu (zpravidla dutou, či vyplněnou lehkým materiálem, na rozdíl od hybridů, které kombinují vlastnosti dřeva a železa) a jejich líc má nejmenší sklon. Dříve se tyto hole vyráběly ze dřeva, dnes se ale pro jejich konstrukci využívá železo, ocel pro odpalovou plochu, titan a guma pro pokrytí gripu (část hole uzpůsobené pro úchop).
Během hry se používají většinou dvě nebo tři hole tohoto typu. V zásadě to jsou dřeva s označením loft 1 (driver) a 3, 5 a 7, které udávají sklon lícu a délku shaftu (násada, část hole mezi gripem a hlavou). Čím menší číslo, tím menší sklon a delší shaft.